# 扫黑除恶专项斗争

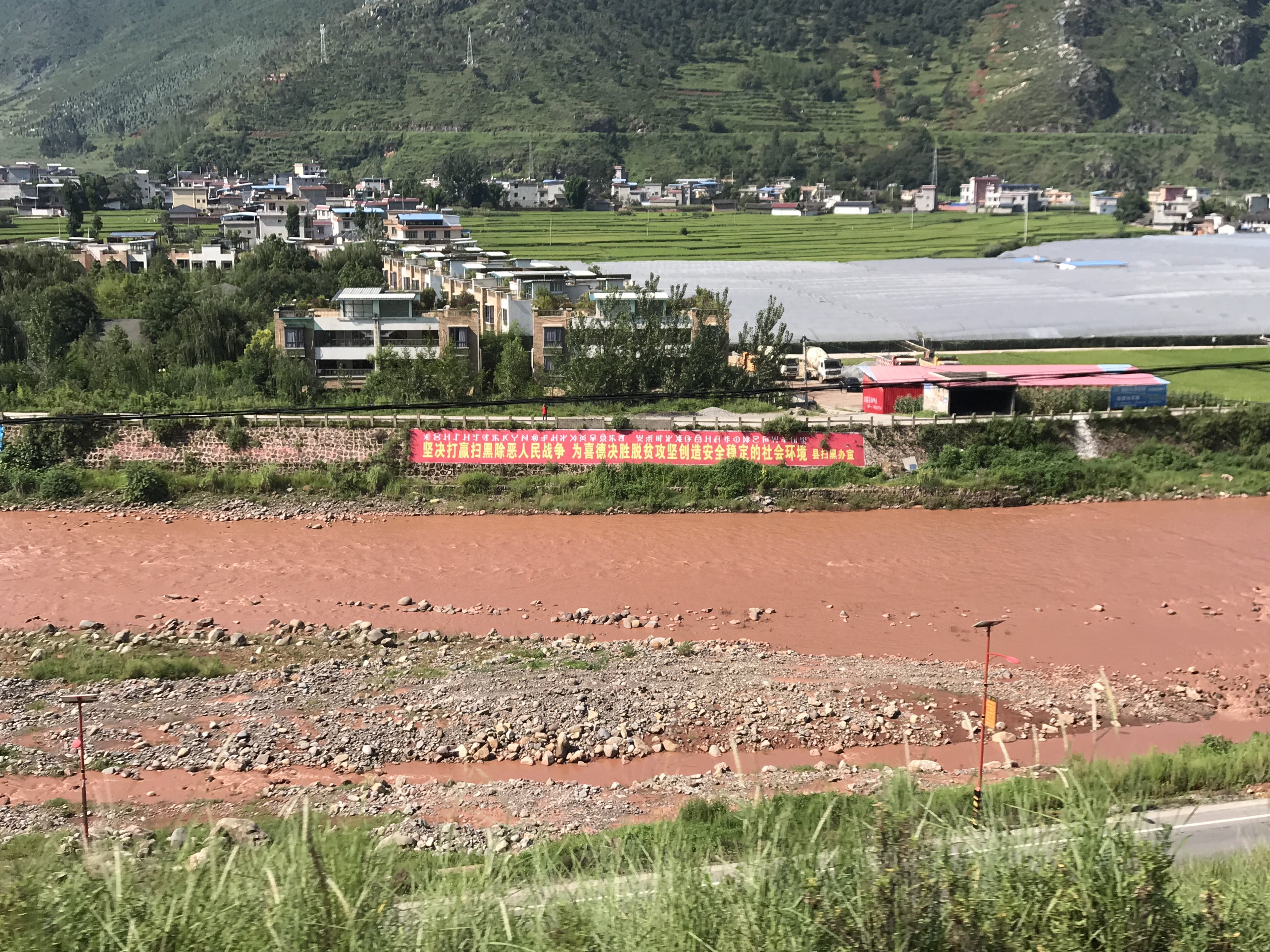
凉山彝族自治州喜德县悬挂的一幅关于扫黑除恶的标语（彝汉双语），将其比作“人民战争”

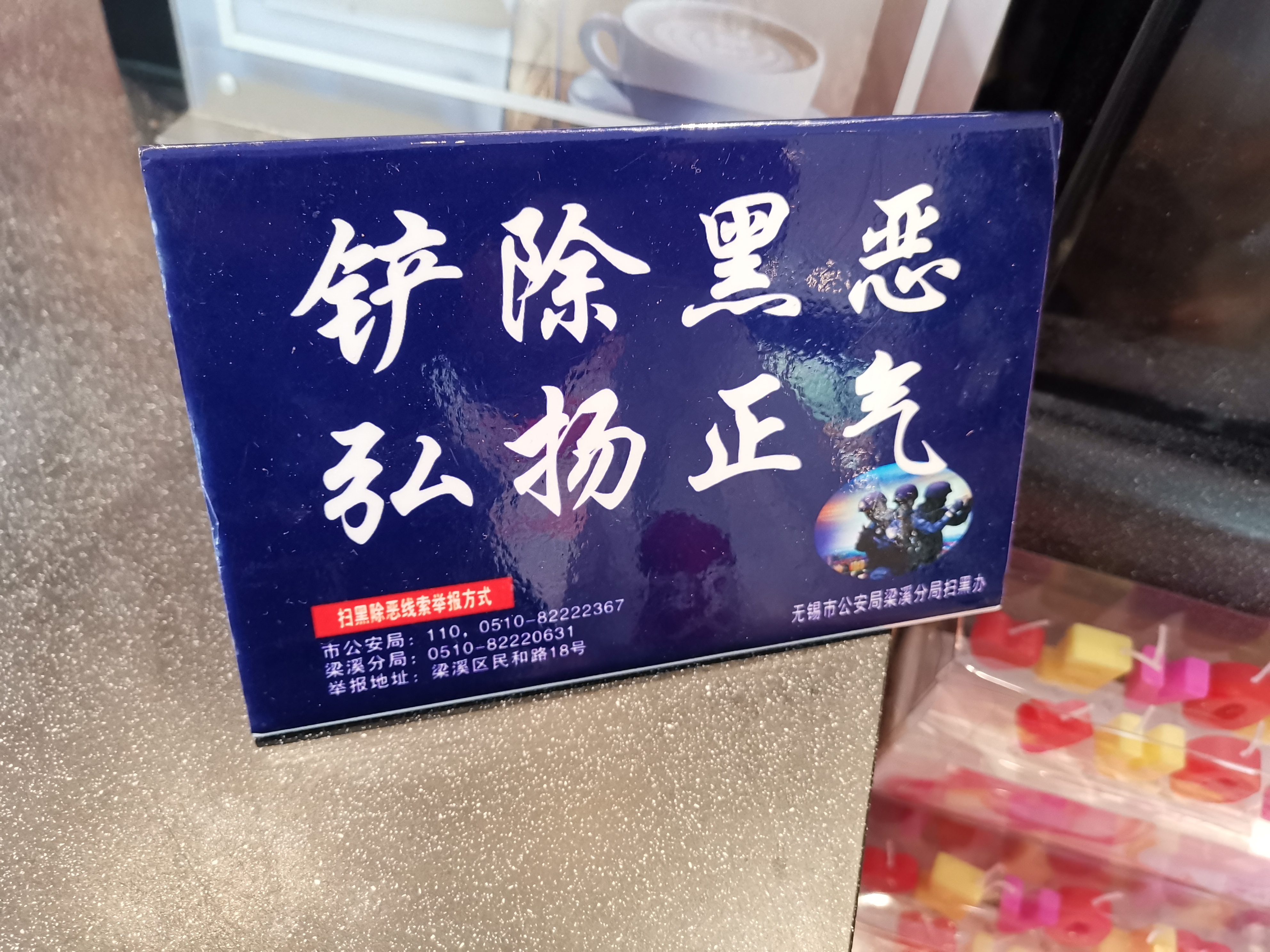
位于江苏省无锡市商场里的扫黑除恶宣传标识

扫黑除恶专项斗争是以习近平为核心的中共中央、全国扫黑除恶专项斗争协调小组办公室在中国大陆开展的一场政治运动，旨在依靠党和政府的力量打击“黑恶势力”。扫黑除恶专项斗争从2018年1月24日开始实施，目標為期三年。

## 领导机构
扫黑除恶专项斗争行动由扫黑除恶专项斗争领导小组统筹进行，由中央政法委牵头，中央纪委，国家监察委，中央组织部，中央宣传部等24个部门组成，宣称涉及部门之多是前所未有的。

## 历史
2018年1月24日，中共中央、国务院发出《关于开展扫黑除恶专项斗争的通知》，部署为期三年的扫黑除恶专项斗争。中共中央、国务院决定在中华人民共和国开展扫黑除恶专项斗争，要求“扫黑除恶”与“基层反腐败”结合起来，收起黑社会组织“保护伞”，铲除组织犯罪滋生土壤。
2018年2月5日，最高人民法院、最高人民检察院、中华人民共和国公安部、中华人民共和国司法部下发《关于依法严厉打击黑恶势力违法犯罪的通告》。
2018年6月，全国扫黑除恶专项斗争领导小组办公室成立。
2018年7月，中共中央办公厅、国务院办公厅印发《全国扫黑除恶专项斗争督导工作方案》。10个由正部长级干部任组长的中央扫黑除恶督导组，分赴河北、山西、辽宁、福建、山东、河南、湖北、广东、重庆、四川等10省市开展为期一个月的第一轮督导工作。
2019年4月1日至10日，中央扫黑除恶督导组完成对天津、吉林、浙江、安徽、江西、湖南、广西、海南、贵州、云南、新疆等11个省市和新疆生产建设兵团的进驻工作，中央扫黑除恶第二轮督导工作全面启动。
2019年5月底至6月上旬，中央扫黑除恶督导组已完成对北京、陕西、黑龙江、内蒙古、上海、江苏、青海、甘肃等8个省市的进驻工作，6月12日前进驻西藏、宁夏，第三轮督导工作全面启动，中央扫黑除恶督导实现对中华人民共和国各省、区、市全覆盖。
2019 年10月11日至12日，全国扫黑除恶专项斗争第二次推进会在陝西西安召开，会上提及第三轮督导工作已结束，並提到截至2019年9月25日，中國大陸打掉涉黑组织2367个，打掉涉恶犯罪团伙29571个；34792名涉黑涉恶违法犯罪人员投案自首；上半年刑事案件同比下降6％，八类严重暴力案件下降11.1％，涉枪案件下降44％；中國大陸纪检监察机关立案查处涉黑涉恶腐败和“保护伞”案件移送司法机关5500人。
2019年10月中旬，中央扫黑除恶第11至21督导组陆续进驻第二、三轮督导的浙江、天津、吉林、安徽、江西、湖南、广西、海南、贵州、云南、北京、陕西、西藏、黑龙江、内蒙古、上海、江苏、青海、甘肃、宁夏、新疆等21个省区市和新疆生产建设兵团，开展督导“回头看”。第二、第三轮督导“回头看”於11月15日前全部完成。11月29日，全国扫黑办在京召开扫黑除恶专项斗争中央督导组“回头看”汇报会，总结第二、第三轮督导“回头看”成效经验。
2020年4月，按照全国扫黑办统一部署安排，各地全面启动线索清仓、逃犯清零、案件清结、黑财清底、伞网清除、行业清源等扫黑除恶专项斗争“六清”行动。2020年4月9日，中华人民共和国公安部开展扫黑除恶追逃“清零”行动，成立扫黑除恶追逃“清零”行动指挥部。
2020年7月20日起，全国扫黑办派出32个特派督导组分赴中華人民共和國31个省（区、市）和新疆生产建设兵团的重点地市开展特派督导。
2020年1至8月，中国大陆各类刑事案件发案数下降6.2%。从 2019 年 10 月到 2020 年 9 月，共依法打掉涉黑组织856个、涉恶犯罪集团2458个，缴获各类枪支785支，依法查封、扣押、冻结涉案资产2562亿余元；破获涉黑涉恶刑事案件13.8万起，带动3万余起多年积案破案。
2021年3月29日，全国扫黑除恶专项斗争总结表彰大会舉行。
2022年5月1日，《中华人民共和国反有组织犯罪法》正式施行，中国官方宣传称该法是扫黑除恶专项斗争的经验总结，出台是为了保障扫黑除恶工作能继续进行。

## 相关案件
- 孙小果案：孙小果曾数次犯下强奸罪、强制侮辱妇女罪、故意伤害罪等多项罪名，曾于1998年遭判处死刑却在其家人的帮助下多次获得减刑，于2010年出狱后以“李林宸”之名经营夜店。2019年5月24日，全国扫黑办将云南昆明孙小果涉黑案列为重点案件，实行挂牌督办。2019年6月4日，全国扫黑办派大要案督办组赴云南督办孙小果案，进驻昆明，2019年12月23日云南高院依法公开宣判孙小果再审案，决定执行死刑，2020年2月20日云南省昆明市中级人民法院对罪犯孙小果执行死刑[20]。该案涉及云南公安，法院，监狱等政法系统多名领导干部，涉案之广情形之恶劣震惊全国，上至云南省高级人民法院原院长赵仕杰，原云南省委书记秦光荣的秘书袁鹏，下至监狱民警众多公职人员受到党纪处分，降职革职或判处有期徒刑二十年至二年不等的处罚[21]。该案也是引发“全国政法队伍教育整顿”运动的重要原因之一。
- 新晃一中操场埋尸案：是中华人民共和国湖南省怀化市新晃侗族自治县新晃侗族自治县第一中学（新晃一中）2003年1月发生的杀人藏尸案件。被害人为新晃一中教师邓世平。邓世平于2003年1月22日担任新晃一中田径场修建工程监工时失踪，事后查明是工程承包方杜少平伙同罗光忠在工程指挥部办公室将邓世平杀害，当晚二人将尸体掩埋于操场一土坑内，次日罗光忠指挥铲车将土坑填平。邓世平失踪后，其妻子谭某及弟弟先后于2003年1月25日上午和2月11日向警方报案[22]，但因杜少平与其舅舅新晃一中时黄炳松拉拢腐蚀贿赂相关办案人员和公职人员和新晃公安局和新晃县政府相关公职人员的渎职失职[23]，该案多年沉冤未破。2019年6月20日其尸体在新晃一中田径场被掘出。2019年12月18日，主犯杜少平被判死刑，罗光忠被判死刑缓期二年执行，新晃一中原校长黄炳松均以徇私枉法罪判处有期徒刑十五年，新晃公安局原副局长刘洪波被判处十三年有期徒刑，其他案件相关人员也被判处十年至一年不等的有期徒刑，2020年1月20日，怀化市中级人民法院对杜少平依法执行死刑。
- 黄鸿发家族黑社会组织案：黄鸿发与其兄黄鸿金、黄鸿明、黄鸿波（已死亡）在其父黄应祥带领下，在海南省昌江县逞强争霸、打架斗殴。90年代起，黄氏家族通过开设赌场、盗采铁矿并拉拢恶势力、招揽社会闲散人员、组建打手队伍，增强经济实力和非法影响，逐步形成以黄鸿发、黄鸿明、黄应祥、黄鸿金为组织者、领导者的黑社会组织。他们通过强迫交易、敲诈勒索等一系列违法犯罪活动大肆敛财，并以此成立若干经济实体。该组织利用在当地的强势地位，“以商养黑”“以黑护商”，牟取巨额非法利益达20余亿元，该案是海南建省以来，组织成员最多、盘踞时间最长、攫取非法利益最多、社会影响最大、社会高度关注的黑社会性质犯罪案件[24]。2020年1月13日，海南省第一中级人民法院对黄鸿发以犯组织、领导黑社会性质组织罪、故意伤害罪等16项罪名，数罪并罚，判处死刑，并处没收个人全部财产。2020年7月30日，海南省第一中级人民法院在昌江县对黄鸿发执行死刑。
- 湖南文烈宏涉黑案：文烈宏在湖南长沙依靠湖南省公安厅原常务副厅周符波，长沙市公安局原常务副局长单大勇为保护伞，以高利放贷、开设赌场、暴力讨债，设“杀猪局”诈赌企业主等手段敛财十几亿，并豢养多名打手，犯下多起非法拘禁、故意伤害案件，在湖南长沙为祸多年。[25][26] 最终文烈宏被判处无期徒刑，周符波判处有期徒刑十九年，单大勇被判处有期徒刑十七年。
- 陈鸿志黑社会组织案：以陈鸿志为首的黑社会组织以开办公司、企业等方式“以商养黑”“以黑护商”，攫取巨额经济利益，具有强大的经济实力。同时，通过操纵选举把持农村基层政权，利用个别国家工作人员的包庇、纵容，称霸一方。此外，这个组织越界盗采相邻企业煤炭资源总量价值高达40亿余元，；长期通过虚构合同及发票的手段骗取多家银行贷款近600亿元，陈鸿志甚至一度被外界称为柳林首富[27]。2019年11月5日，陈鸿志一审被判死刑缓期二年执行，剥夺政治权利终身，并处没收个人全部财产。
- 赵富强案：自1990年代起，赵富强利用个人在上海市杨浦区经营的租赁业务，在许昌路租用被称为小红楼的办公楼经营色情场所，安排大量女性色诱、行贿政府官员及国企工作人员，时任杨浦区委政法委书记卢焱名列其中。后来，赵富强被一名女性向上海纪检委、上海监察委实名举报强奸残害女性、钱色行贿干部。案件于2019年1月被杨浦区公安分局立案调查。赵富强在潜逃到老家江苏泰兴的途中，于2019年5月16日被警方抓获，卢焱则于2019年7月29日被上海纪委监委纪律审查和监察调查。2020年9月22日，上海市第二中级人民法院判处赵富强死刑，缓期两年，卢焱一审被判处有期徒刑17年[28][29]。

## 影响
开展扫黑除恶专项斗争时，"扫黑除恶"标语屡屡见诸中国各地。在此期间，已经“摆平”的孙小果案、新晃一中操场埋尸案等案件也因扫黑除恶专项斗争引发媒体关注并得到解决。但涉及扫黑除恶的负面新闻也不断出现，引发争议，例如山东省人民检察院下达指标要求每个基层检察院至少处理一起涉黑案件，否则年终考核一票否决；湖南湘潭、山西忻州以及河北井陉三地则出现将家中独生子女去世的“失独家庭”列入扫黑除恶“重点监察对象”；貴陽和无锡將幼儿成为扫黑除恶排查对象；苏州相城区渭塘镇在扫黑宣传册上将医生、商贩、导游等列为“十大黑心职业”；山东济南公安系统将“佩戴大金链子、纹身的”“态度蛮横，随身携带管制刀具的”“本地人员突然异常举家搬迁或下落不明的”等特点界定为黑恶势力；江西省上饶市广丰区将不迁坟居民列入扫黑除恶名单。
为此，全国扫黑除恶专项斗争领导小组办公室於2019年4月9日在北京首次举行新闻发布会，发布最高人民法院、最高人民检察院、中华人民共和国公安部、中华人民共和国司法部联合印发的《关于办理恶势力刑事案件若干问题的意见》《关于办理“套路贷”刑事案件若干问题的意见》《关于办理黑恶势力刑事案件中财产处置若干问题的意见》《关于办理实施“软暴力”的刑事案件若干问题的意见》等4个意见，明确恶势力等犯罪行为的具体认定标准。
2021年7月尾广东省教育厅厅长景李虎在中华人民共和国教育部轄下報章撰文，介紹廣東省貫徹執行減負相關工作時，表示會將校外培訓機搆治理納入平安廣東建設社會矛盾治理考核、掃黑除惡專項、文明城市創建等考核評比項目。
同时，扫黑除恶斗争也并未根治部分地区的涉黑涉恶问题，其中2022年6月河北省唐山市就爆发了聚众殴打妇女的案件，当中至少1人有前科劣迹。其后当地一名蛋糕店老板实名举报了一个以刑满释放人员组成的涉嫌黑社会团伙，表示该团伙自2021年7月起一直对其进行敲诈勒索、暴力打砸，并致其蛋糕店闭店停业。对此，唐山市宣布在全市开展扫黑除恶专项斗争“回头看”行动。

## 成果
2021年3月全国扫黑除恶专项斗争总结表彰大会在北京召开，宣称三年专项行动期间全国共打掉涉黑组织3644个，涉恶犯罪集团11675个，抓获犯罪嫌疑人23.7万人，缉拿目标逃犯5768人，全国公安机关共破获涉黑涉恶刑事案件24.6万起，缴获枪支3114支，带动破获2015年以前陈年积案8.08万起，其中命案积案2669起。全国纪检监察机关共立案查处涉黑涉恶腐败和“保护伞”案件89742件，立案处理115913人，给予党纪政务处分80649人，移送司法机关10342人。全国共打掉农村涉黑组织1289个，农村涉恶犯罪集团4095个，依法严惩“村霸”3727名。全国组织系统会同有关部门排查清理受过刑事处罚，存在“村霸”、涉黑涉恶等问题的村干部4.27万名。全国共打掉欺行霸市等涉黑组织1128个，打掉资产在亿元以上的涉黑组织653个，依法处置生效涉黑涉恶案件资产1462亿元。依法托管代管涉案企业887家。同时宣布将常态化开展扫黑除恶斗争各项工作。

## 常态化措施
全国扫黑除恶专项斗争总结表彰大会中，中共中央政治局委员、中央政法委书记郭声琨称要将扫黑除恶斗争常态化开展，并推出了一些措施。
1. 中央成立全国扫黑除恶斗争领导小组及其办公室，各级党委和有关部门要保留相应领导和办事机构，完善工作机制，成为长期机构。
2. 完善纪检监察、政法机关与行业主管部门常态化对接机制。
3. 实行村党组织书记由县级党委组织部门备案管理制度和村“两委”成员资格联审机制。
4. 实行智能化举报平台，建立预测预警机制，通过大数据、云计算等深入研究黑恶犯罪新动向。
5. 中央每4年开展一次扫黑除恶督导督查
6. 对扫黑进行考评对后进地方重点通报督办。

## 相關節目
- 电视专题片：《扫黑除恶——为了国泰民安》（共分六集）
- 电视剧：《扫黑风暴》、《狂飙》
- 电影：《“大”人物》、《扫黑·决战》、《沉默的真相》

## 外部連結
- 全国扫黑办智能化举报平台（页面存档备份，存于）